# Lippo Memmi

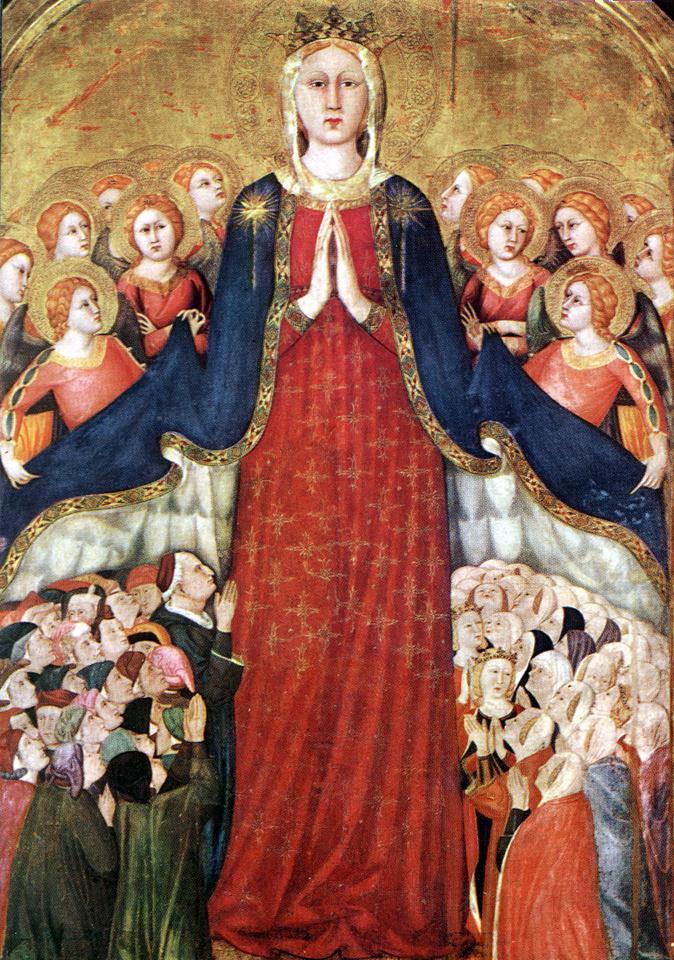
Lippo Memmi

Lippo Memmi, född cirka 1290 i Siena, död cirka 1347 i Siena, var en italiensk målare.
Memmi var elev och svåger till Simone Martini. Helgonen på Martinis Bebådelse-scen från 1333 tillskrivs Memmi. Memmi målade fresker i San Gimignano och ritade det graciösa klocktornet på Torre del Mangia i Siena.